# Recopa de la AFC 1998-99
La Recopa de la AFC 1998/99 es la novena edición de este torneo de fútbol a nivel de clubes de Asia organizado por la AFC y que contó con la participación de 28 equipos campeones de copa de sus respectivos países, uno menos que en la edición anterior, incluyendo la aparición por primera vez de representantes de Birmania.
El Al-Ittihad de Arabia Saudita venció al Chunnam Dragons de Corea del Sur en la final disputada en Tokio, Japón para ganar el título por primera vez; y el primer club en ganar el título a un partido fuera de su país.

## Primera ronda

### Asia Occidental
| Equipo 1     | Agr.   | Equipo 2         | Ida  | Vuelta |
| ------------ | ------ | ---------------- | ---- | ------ |
| Kazma        | 5-2    | Al Wahda         | 2-0  | 3-2    |
| Al Ahli      | 0-3    | Al Talaba        | 0-0  | 0-3    |
| PAS          | 10-3   | Seeb             | 10-1 | 0-2    |
| Al Ahli      | (w/o)1 | Al Nejmeh        |      |        |
| Khujand      | 2-5    | Pajtakor         | 1-1  | 1-4    |
| Nisa Aşgabat | 2-1    | Kaisar Kyzylorda | 1-0  | 1-1    |
| Al Ittihad   | bye    |                  |      |        |
| Al-Nassr     | bye    |                  |      |        |

1 Al Nejmeh abandonó el torneo.

### Asia Oriental
| Equipo 1                 | Agr.   | Equipo 2             | Ida | Vuelta |
| ------------------------ | ------ | -------------------- | --- | ------ |
| Sinthana                 | 5-2    | Woodlands Wellington | 4-1 | 1-1    |
| Ho Chi Minh City Customs | 2-5    | Sarawak              | 1-2 | 1-3    |
| Chunnam Dragons          | (w/o)1 | Police SC            |     |        |
| Salgaocar                | 1-4    | Beijing Guoan        | 1-0 | 0-4    |
| Mahendra Police          | 0-2    | New Radiant          | 0-0 | 0-2    |
| Happy Valley             | (w/o)2 | PIA                  |     |        |
| Yangon City Development  | bye3   |                      |     |        |
| Kashima Antlers          | bye    |                      |     |        |

1 El Police SC abandonó el torneo.

2 El PIA FC abandonó el torneo.

3 Al Yangon City Development le correspondía enfrentarse a un rival de Indonesia, pero la temporada 1997/98 fue abandonada por problemas políticos y económicos en Indonesia, así que clasificó a la siguiente ronda sin jugar.

## Segunda ronda

### Asia Occidental
| Equipo 1     | Agr. | Equipo 2   | Ida | Vuelta |
| ------------ | ---- | ---------- | --- | ------ |
| Kazma        | 4-2  | Al-Nassr   | 3-0 | 1-2    |
| PAS          | 1-2  | Al Talaba  | 0-1 | 1-1    |
| Al Ahli      | 1-7  | Al Ittihad | 0-0 | 1-7    |
| Nisa Aşgabat | 5-6  | Pakhtakor  | 5-0 | 0-6    |

### Asia Oriental
| Equipo 1                | Agr. | Equipo 2        | Ida | Vuelta |
| ----------------------- | ---- | --------------- | --- | ------ |
| Yangon City Development | 0-4  | Sarawak         | 0-1 | 0-31   |
| New Radiant             | 4-6  | Happy Valley    | 3-1 | 1-5    |
| Sinthana                | 1-11 | Kashima Antlers | 1-2 | 0-9    |
| Beijing Guoan           | 0-4  | Chunnam Dragons | 0-2 | 0-2    |

1 El Yangon City Development perdió el partido por la cantidad de jugadores lesionados en el partido de vuelta.

## Cuartos de final

### Asia Occidental
| Equipo 1   | Agr.   | Equipo 2  | Ida | Vuelta |
| ---------- | ------ | --------- | --- | ------ |
| Kazma      | (w/o)1 | Al Talaba |     |        |
| Al-Ittihad | 4-0    | Pakhtakor | 3-0 | 1-0    |

1 El Kazma abandonó el torneo.

### Asia Oriental
| Equipo 1     | Agr. | Equipo 2        | Ida | Vuelta |
| ------------ | ---- | --------------- | --- | ------ |
| Happy Valley | 1-7  | Chunnam Dragons | 0-3 | 1-4    |
| Sarawak      | 2-14 | Kashima Antlers | 2-4 | 0-10   |

## Semifinales
Todos los partidos se jugaron en Tokio, Japón.
| 16 de abril de 1999 | Al Talaba               | 1-3 | Al-Ittihad                                                     | Estadio Olímpico de Tokio, Tokio, Japón |  |
|                     | Qathan Jathir Drain 36' |     | Mohammed Al Sahafi 20' · Dalian Atkinson 25' · Ahmed Bahja 90' |                                         |  |

| 16 de abril de 1999 | Kashima Antlers  | 1-4 | Chunnam Dragons                                              | Estadio Olímpico de Tokio, Tokio, Japón |  |
|                     | Yutaka Akita 12' |     | Roh Sang-Rae 33', 86' · Kim Jong-hyun 48' · Lim Kwan-Sik 66' |                                         |  |

## Tercer lugar
| 18 de abril de 1999 | Kashima Antlers     | 1-0 | Al Talaba | Estadio Olímpico de Tokio, Tokio, Japón |  |
|                     | Tomoyuki Hirase 42' |     |           |                                         |  |

## Final
| 18 de abril de 1999 | Al-Ittihad                                              | 3-2 (t. s.) | Chunnam Dragons       | Estadio Olímpico de Tokio, Tokio, Japón |  |
|                     | Ahmed Bahja 10' (pen.), 105' (pen.) · Mohammed Noor 84' |             | Roh Sang-Rae 14', 70' |                                         |  |

## Campeón
| Recopa de la AFC 1998/99  |
| ------------------------- |
| Bandera de Arabia Saudita |
| Al-Ittihad 1.er título    |